# Томилина, Мария Григорьевна
Мария Григорьевна Томилина (8 мая 1930, Морозовский, Северо-Кавказский край — 19 января 2022, Приморско-Ахтарск, Краснодарский край) — оператор Краснодарского химического комбината Министерства медицинской и микробиологической промышленности СССР, полный кавалер ордена Трудовой Славы (1986).

## Биография
Родилась в 1930 году в хуторе Морозовский, ныне Приморско-Ахтарского района Краснодарского края, в семье рыбака. Русская.
В 1948 году переехала в город Краснодар. Трудовую деятельность начала рабочей Краснодарского строительно-монтажного управления треста Гидролизпромстрой в городе Краснодар. Трудилась на строительстве гидролизного завода, выполняла по 4 нормы.
После завершения строительства была направлена на учёбу и вернулась на завод уже настоящим профессионалом. С 1956 года на гидролизном заводе, вошедшем в состав Краснодарского химического комбината Министерства медицинской и микробиологической промышленности СССР. На заводе отходы сырья сельскохозяйственной продукции: лузга подсолнечника, риса, кочерыжки кукурузы после технологической обработки превращались в сырьё для промышленности. Продукция широкого профиля: от тормозной жидкости до кормовых дрожжей и ксилита для диабетиков.
Трудилась сепараторщицей, инокуляторщицей, оператором выращивания дрожжей гидролизного завода. Систематически перевыполняла нормы выработки и планы. Работала под девизами «За пятилетку — два пятилетних задания», «Умеешь сам — научи другого».
Указом Президиума Верховного Совета СССР от 24 апреля 1975 года (за высокие достижения в труде и многолетнюю безупречную работу на одном предприятии) и 6 апреля 1981 года (за успехи, достигнутые в выполнении заданий десятой пятилетки и социалистических обязательств), Томилина Мария Григорьевна награждена орденом Трудовой Славы 3-й и 2-й степеней соответственно.
Указом Президиума Верховного Совета СССР от 3 июня 1986 года за успехи, достигнутые в выполнении заданий одиннадцатой пятилетки и социалистических обязательств, Томилина Мария Григорьевна награждена орденом Трудовой Славы 1-й степени. Стала полным кавалером ордена Трудовой Славы.
Работала на гидролизном заводе более 36 лет. Вышла на пенсию с должности аппаратчицы ферментации дрожжевого цеха.
С 1985 года жила в городе Приморско-Ахтарск.

## Награды
Награждена орденами Трудовой Славы 1-й, 2-й, 3-й степеней:
3 ст. 24.04.1975 № 101850
2 ст. 06.04.1981 № 10436
1 ст. 03.06.1986 № 303
- медалями, в том числе медалями ВДНХ СССР, знаками «Ударник пятилетки», «Победитель социалистического соревнования»"[1].